# Eliseo Mouriño
Eliseo Víctor Mouriño (Buenos Aires, 3 giugno 1927 – Nevado de Longaví, 3 aprile 1961) è stato un calciatore argentino, di ruolo centrocampista. È deceduto in seguito all'incidente aereo del Douglas DC-3 su cui viaggiava, insieme a parte della squadra del Green Cross; il velivolo si schiantò sul monte Lástimas, parte del Nevado de Longaví, in Cile.

## Caratteristiche tecniche
Giocava come centrocampista centrale nel 2-3-5, schema sovente in uso in Argentina; malgrado la sua non imponente corporatura, riusciva a ben svolgere i compiti difensivi, grazie anche al suo spessore caratteriale.

## Carriera

### Club
Scoperto molto giovane da un dirigente del Banfield, vi trascorse gli anni dell'adolescenza, debuttando in Primera B Metropolitana contro l'Argentinos Juniors. Stabilitosi come titolare nel 1949, nel 1951 sfiora il titolo nazionale, chiudendo il campionato a pari punti con il Racing Avellaneda; notato dal Boca Juniors, vi si trasferisce alla fine del 1952. Debuttò con la maglia di detta società nel 1953, giocando a fianco di Lombardo (che ritroverà in Nazionale) e Pescia. Fino al 1960 rimane nelle file del Boca, con cui vince il campionato nel 1954, segnalandosi per la propria importanza a centrocampo, di cui diventa la guida. Nel 1961, dietro consiglio di Gustavo Albella, si trasferisce al Green Cross, dopo essersi svincolato dal Boca; prima ancora di debuttare, perisce nell'incidente aereo sopra menzionato.

### Nazionale
Prese parte al suo primo torneo ufficiale con la selezione argentina nel 1955, in occasione del Sudamericano di quell'anno;.inizialmente titolare, venne rimpiazzato da Balay nel corso del torneo. L'anno seguente fu organizzato il torneo di Uruguay 1956, e Mouriño, stavolta, giocò con maggiore continuità; solo contro il Cile, difatti, entrò nel secondo tempo, mentre prese parte al resto degli incontri dall'inizio. Non convocato per Perù 1957, fu invece presente a Svezia 1958, suo unico Mondiale; a causa del cambio di modulo (da 2-3-5 a 3-2-5) non venne mai impiegato. Una volta che la Nazionale tornò al vecchio schema, anche Mouriño riprese il posto da titolare, disputando tutto il torneo di Argentina 1959.

## Palmarès

### Club
- Campionato argentino: 1

Boca Juniors: 1954

### Nazionale
- Campeonato Sudamericano de Football: 2

Cile 1955, Argentina 1959